# Silhouettea sibayi
Silhouettea sibayi es una especie de pez de la familia de los Gobiidae en el orden de los Perciformes.

## Morfología
Los machos pueden llegar a alcanzar los 4 cm de longitud total.

## Hábitat
Es un pez de clima subtropical y demersal.

## Distribución geográfica
Se encuentran en África: Mozambique y Sudáfrica (KwaZulu-Natal).

## Observaciones
Es inofensivo para los humanos. 